# Joan Trayter
Joan Trayter i Garcia (Figueras, Gerona; 4 de junio de 1926-19 de agosto de 2017) fue un directivo deportivo español, que fuera el presidente de la comisión gestora que dirigió al Fútbol Club Barcelona desde el 6 de mayo hasta el 15 de junio de 2003, tras la dimisión en bloque de la junta que presidía Enric Reyna.

## Presidencia
Doctor en Economía y Matemáticas, por sus manos, como profesor en las Escuelas Pías de Sarrià y en el colegio Abat Oliba, pasaron destacados profesionales de Cataluña. Sucedió a Jaume Gil Aluja como presidente de la comisión económica estatutaria, desde donde pasó a dirigir la gestora que redactó el calendario electoral del Barcelona.
Los quince miembros que integraron esta junta, además del presidente Joan Trayter, fueron el vicepresidente Enric Lacalle; el tesorero Jordi Pintó; el vicetesorero Antoni Cardoner; los vocales Pere Perpiña, Lluís Vilajoana, Lluís Mundet, Josep Ignasi Parellada, Amador Bernabéu, Agustí Montoliu, Elisabeth Cardoner, María Teresa Andreu y Joan Molas; el vicesecretario Francesc Oliveras y el secretario Josep Maria Coronas.
Bajo su mandato, el Club convocó elecciones a la presidencia, siendo, hasta entonces, las de mayor participación en la historia de la entidad (51 618 votos, un 54,7 % del censo electoral), resultando como ganadora la candidatura encabezada por Joan Laporta.
Durante el mes y medio de gestión de la Comisión Gestora, la sección de baloncesto del club logró su primera Euroliga, mientras que la de balonmano consiguió su 16.ª liga ASOBAL.
Falleció el 19 de agosto de 2017 a la edad de 91 años.